# 나와족
나와족(나와틀어: Nāhuatlācatl)은 멕시코, 엘살바도르, 온두라스 및 니카라과 등에 거주하는 원주민 집단이다. 멕시코 최대의 원주민 집단이자 엘살바도르의 원주민 집단들 중 두번째로 큰 규모를 지니고 있다. 아즈텍 제국을 형성한 멕시카인들은 나와인의 분파였으며, 톨텍 또한 종종 나와인 계열로 간주되고 있음에도 불구하고, 콜럼버스 이전 시대까지 나와인들은 하나의 정체성을 공유하지 않는 여러 집단으로 구성되어 있었다.
이들의 언어인 나와어군 또는 나와틀어는 많은 방언으로 구성되어 있으며, 그 중 일부는 서로 알아들을 수 없을 정도의 차이점을 지니고 있다. 약 150만명의 나와인들은 나와틀어를 사용하고 나머지 100만명은 스페인어를 사용한다. 엘살바도르에는 1,000명 미만의 나와틀 원어민이 남아 있다.
나와인들은 오늘날 멕시코의 두랑고 주와 나야리트 주에 해당하는 아리도아메리카 지역에서 기원한 것으로 추정되며, 서기 500년경에 다른 유트아스테카어족 언어를 사용하는 사람들과 분리된 후 중부 멕시코로 이주하였다. 그 후 나와인들은 멕시코 분지와 그 주변에 정착하여 중부 멕시코의 지배자가 되었다.